# Armbrust
Armbrust je nemški ročni netrzajni minomet, ki so ga razvili ob koncu šestdesetih let dvajsetega stoletja v nemški firmi Messerschmitt Bölkow-Blohm. Izdelava raketometa se je začela v Belgiji, uporabljale pa so ga predvsem enote ZR Nemčije ter armada Kameruna ter nekaj azijskih držav, na Slovenskem je raketomet postal znan med slovensko osamosvojitveno vojno ko je teritorialna obramba z njim uničila kar nekaj oklepnikov JLA.

## Razvoj
Minomet so začeli razvijati okoli leta 1970 v nemški tovarni Messerschmitt Bölkov-Blohm, ki je bila znana po izdelavi helikopterjev, raket in druge visokotehnološke opreme. Razvoj minometa je trajal več let, saj je orožje močno odstopalo od tedanjih ročnih netrzajnih minometov. Serijska proizvodnja se je začela v belgijski tovarni PRB, kasneje pa še drugje.
Prednosti tega orožja pred ostalimi dotedaj znanimi raketometi so bile: iz cevi ni sproščal plamenov ali dima, poči manj kot pištola, je enostaven za uporabo, ter ne zahteva posebnega vzdrževanja. Vse te lastnosti pomenijo, da je raketomet mogoče uporabljati v zaprtih prostorih, v bližini vnetljivih snovi oz. povsod. Strelec lahko kjerkoli zavzame strelni položaj, ne da bi ga skrbelo, da bi ga dim minometa izdal. Njegova dobra lastnost je tudi enostavna uporaba in usposabljanje. Minomet omogoča zadevanje ciljev do 300m. Orožje ima poleg dobrih lastnosti tudi nekaj slabih, te so: teža, prebojnost in cena.

## Opis
Armbrust je sestavljen iz cevi, namerilne naprave, sprožilca in delov za nošenje. Cev vsebuje izstrelek, pogonsko smodniško polnitev, dva bata in protiutež. Smodniška polnitev se nahaja na sredini cevi med dvema batoma. Pred sprednjim batom je izstrelek, za zadnjim batom pa je protiutež v obliki bloka plastičnih ploščic. Cev je na obeh koncih zožena kar preprečuje izhod batov iz cevi, to pa zagotavlja, da smodniški plini po izstrelitvi ne zapustijo cevi. Ti se sproščajo počasi zato je pok minimalen, sliši se le gibanje premičnih delov. Netrzajnost minometa je posledica gibanja mine naprej in protiuteži nazaj.
Merilna naprava je refleksnega tipa in je nameščena v ohišju na levi strani cevi. Med prenašanjem je zložena v ohišju, pred uporabo pa jo strelec zasuče navzven. Merilna naprava nima povečave, na desnem robu vidnega polja so označene strelne daljave 150-500m, v sredini pa so namerilni križci.
Sprožilni mehanizem vsebuje piezoelektrični element, ki pri pritisku na sprožilec generira električni tok, potreben za vžig pogonske polnitve. Sprožitev je možno ponoviti če prvi poskus ne uspe.
Za nošenje oz. držanje ima minomet pištolski ročaj, oporo za ramo, sprednjo oporo, ročaj za nošenje in jermen. Ti deli tudi omogočajo streljanje iz stoječega, klečečega, sedečega in ležečega položaja.

## Uporaba
Armbrust je orožje za enkratno uporabo, zato ga uporabnik po uporabi odvrže.
Strelec s telesom ne sme zakrivati zadnjega konca cevi, 80 cm za zadkom cevi pa tudi ne sme biti ovir. Minomet je potrebno varovati pred zunanjimi vplivi okolja ter se ga ne da razstaviti na manjše dele. Za vadbene namene je bila razvita posebna različica tega minometa, ki ima vgrajeno cev kalibra 17mm in uporablja strelivo podobno originalnemu. Za razliko od pravega je vadbeni minomet mogoče ponovno uporabiti.